# Adam (Oman)
Adam  (أدم in arabo), è una città nel governatorato di al-Dakhiliyya, nel nord-est dell'Oman. 
Si tratta della città natale del sultano Ahmad bin Sa'id (1749-1783) che vi edificò un forte ancor oggi visibile. Nel 1864 il forte fu restaurato dal sultano Azzan bin Qais.